# Носов, Пётр Николаевич
Пётр Никола́евич Но́сов (укр. Петро Миколайович Носов; 23 апреля 1907, Киев, Российская империя — 11 июля 1971, Москва, СССР) — советский режиссёр-мультипликатор, сценарист и художник-постановщик.

## Биография
Родился 23 апреля 1907 года в Киеве. Старший брат писателя Николая Носова.
В 1923—1924 годах учился в художественно-индустриальной профшколе.

С 1927 по 1929 годы учился в Киевском художественном институте на кинотеатральном факультете.

В 1931 его имя было впервые упомянуто как художника в титрах мультфильма «Улица поперёк» режиссёров Льва Атаманова и Владимира Сутеева, снятом на киностудии «Межрабпомфильм». Последующие годы работал над выпуском сатирического мультипликационного журнала «Крокодил».

С 1934 по 1942 годы Носов проходит путь от художника-мультипликатора до художника-постановщика. Работает сначала на «Москинокомбинате», затем на «Мосфильме» и, наконец, на «Союзмультфильме».

В 1943 году переходит к режиссёрской деятельности.

С 1944 по 1954 годы работает в творческом содружестве с режиссёром Ольгой Ходатаевой в качестве сорежиссёра и художника-постановщика одновременно. Также сотрудничал со Виктором Фёдоровичем Смирновым.

С 1955 года начинает работать как режиссёр самостоятельно.
С Петром Носовым работали такие художники, как Владимир Арбеков, Константин Карпов, Пётр Репкин, Игорь Знаменский, Макс Жеребчевский и другие.
Умер 11 июля 1971 года в Москве.

## Творчество

### Режиссёр
1. 1932 — Кино-крокодил №5
2. 1940 — Медвежонок
3. 1942 — Ёлка (Новогодняя сказка)
4. 1944 — Песня о Чапаеве
5. 1945 — Теремок
6. 1948 — Новогодняя ночь
7. 1949 — Часовые полей
8. 1954 — Три мешка хитростей
9. 1955 — Петушок — золотой гребешок
10. 1955 — Мишка-задира
11. 1956 — Пирожок
12. 1957 — Волк и семеро козлят
13. 1958 — Лиса и волк
14. 1959 — Новогоднее путешествие
15. 1960 — Винтик и Шпунтик. Весёлые мастера
16. 1960 — Мурзилка и великан
17. 1961 — Незнайка учится
18. 1962 — Светлячок № 2
19. 1963 — Беги, ручеёк!
20. 1963 — Следопыт
21. 1964 — Ситцевая улица
22. 1965 — Светлячок № 6
23. 1966 — Светлячок № 7
24. 1967 — Зеркальце
25. 1968 — Самый большой друг
26. 1969 — Украденный месяц
27. 1969 — Лиса, медведь и мотоцикл с коляской
28. 1970 — Лесная хроника

### Сценарист
1. 1942 — Ёлка (Новогодняя сказка)
2. 1948 — Новогодняя ночь
3. 1955 — Петушок — золотой гребешок

### Художник-постановщик
- 1931 — Улица поперёк
- 1938 — Маленький Мук
- 1945 — Теремок
- 1946 — У страха глаза велики
- 1948 — Новогодняя ночь
- 1950 — Чудо-мельница
- 1951 — Таёжная сказка
- 1952 — Сармико
- 1953 — Сестрица Алёнушка и братец Иванушка

### Художник
- 1936 — Лиса-строитель
- 1938 — Мальчик-с-пальчик

## Награды
- Медаль «За трудовую доблесть» (6 марта 1950 года) — за выдающиеся заслуги в развитии советской кинематографии, в связи с 30-летием[1].